# 葡萄牙地理
葡萄牙，位于欧洲西南部伊比利亚半岛，西临大西洋，东临西班牙。领土面积92,090 km2 (35,560 sq mi)，其中陆地面积91,470 km2 (35,320 sq mi) ，水域面积620 km2 (240 sq mi) 。

## 地貌

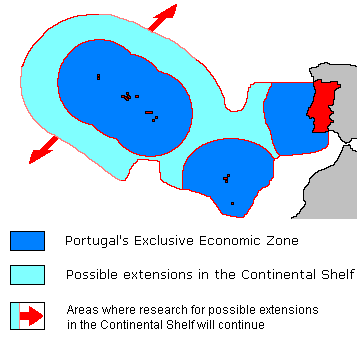
葡萄牙海洋专属经济区

葡萄牙西面与南面滨临大西洋，海岸线长943公里。有亞速爾、馬德拉兩個孤懸大西洋的群島，使葡萄牙海洋专属经济区面积居欧盟第3位，世界第11位。
葡萄牙地势北高南低，山地、丘陵广布。北部是梅塞塔高原；中部为山区，平均海拔800～1000米；南部和西部分别为丘陵和沿海平原。主要山峰有埃什特雷拉峰（海拔1991米）等。
主要河流有特茹河、杜罗河、蒙特古河等。

## 自然资源
葡萄牙矿产资源较丰富，主要有钨矿、铜矿、黄铁矿、铀矿、赤铁矿、磁铁矿、大理石，钨储量居西欧第一位。
葡萄牙森林面积320万公顷，覆盖率达35％。盛产软木。